# Maile Meloy
Maile Meloy (Helena, 1º gennaio 1972) è una scrittrice statunitense.

## Biografia
Nata nel 1972 a Helena, vive e lavora a Los Angeles.
Dopo la laurea ad Harvard e un Master of Fine Arts all'Università della California, Irvine, ha iniziato a pubblicare racconti vincendo nel 2001 l'Aga Khan Prize for Fiction istituito dalla rivista The Paris Review.
L'anno successivo ha pubblicato la sua prima raccolta di racconti, Half in Love: Stories alla quale hanno fatto seguito 6 romanzi e un'altra collezione di short stories.
Nel 2016 alcuni suoi racconti hanno fornito il soggetto per il film Certain Women diretto da Kelly Reichardt e suoi articoli e racconti sono apparsi in riviste quali New Yorker e Granta

## Opere

### Serie Apothecary
- The Apothecary (2011)
- The Apprentices (2013)
- The After-Room (2015)

### Romanzi
- Santi e bugiardi (Liars and Saints, 2003), Milano, Rizzoli, 2004 traduzione di Massimo Bocchiola ISBN 88-17-00021-3.
- La buona figlia (A Family Daughter), Milano, Rizzoli, 2006 traduzione di Roberta Zuppet ISBN 88-17-01047-2.
- Do not become alarmed (2017)

### Raccolte di racconti
- Half in Love: Stories (2002)
- Both Ways Is the Only Way I Want It: Stories (2009)

### Libri illustrati
- La libertà del polpo (The Octopus Escapes), Milano, Terre di mezzo, 2021 traduzione di Sara Ragusa illustrazioni di Felicita Sala ISBN 978-88-6189-754-0.

## Adattamenti cinematografici
- Certain Women, regia di Kelly Reichardt (2016)

## Premi e riconoscimenti
Aga Khan Prize for Fiction
- 2001 vincitrice con il racconto Aqua Boulevard

Premio PEN/Malamud
- 2003

Guggenheim Fellowship
- 2004[9].